# Geissorhiza minuta
Geissorhiza minuta är en irisväxtart som beskrevs av Peter Goldblatt. Geissorhiza minuta ingår i släktet Geissorhiza och familjen irisväxter. Inga underarter finns listade i Catalogue of Life.